# The Last Command (álbum)
The Last Command é o segundo álbum de estúdio da banda estadunidense de heavy metal W.A.S.P., lançado em 9 de novembro de 1985 pela gravadora Capitol Records.
O álbum foi produzido por Spencer Proffer, que também produziu "Metal Health", álbum da banda Quiet Riot. Embora o álbum não tenha sido o sucesso comercial que a banda esperava, alcançando a posição #49 na Billboard 200, resultou no segundo álbum da banda a ganhar o certificado de ouro nos Estados Unidos, pelas mais de 500 mil cópias vendidas.
Os dois singles que foram lançados do álbum, "Blind in Texas" e "Wild Child", embora não tenham tenham conseguido sucesso nas paradas musicais, ganharam popularidade em programas na MTV destinados ao gênero heavy metal.

## Faixas
| N.º | Título                        | Duração |  |
| 1.  | "Wild Child"                  | 5:12    |  |
| 2.  | "Ballcrusher"                 | 3:27    |  |
| 3.  | "Fistful of Diamonds"         | 4:13    |  |
| 4.  | "Jack Action"                 | 4:16    |  |
| 5.  | "Widowmaker"                  | 5:17    |  |
| 6.  | "Blind in Texas"              | 4:21    |  |
| 7.  | "Cries in the Night"          | 3:41    |  |
| 8.  | "The Last Command"            | 4:10    |  |
| 9.  | "Running Wild in the Streets" | 3:30    |  |
| 10. | "Sex Drive"                   | 3:12    |  |

 Edição de 1997 
| N.º | Título                                                          | Duração |  |
| 11. | "Mississippi Queen" (Mountain Cover)                            | 3:12    |  |
| 12. | "Savage"                                                        | 3:32    |  |
| 13. | "On Your Knees" (Live at Lyceum, London, Oct. '84)              | 4:38    |  |
| 14. | "Hellion" (Live at Lyceum, London, Oct. '84)                    | 4:45    |  |
| 15. | "Sleeping (In the Fire)" (Live at Lyceum, London, Oct. '84)     | 5:44    |  |
| 16. | "Animal (Fuck Like a Beast)" (Live at Lyceum, London, Oct. '84) | 4:37    |  |
| 17. | "I Wanna Be Somebody" (Live at Lyceum, London, Oct. '84)        | 5:54    |  |

## Créditos

### W.A.S.P.
- Blackie Lawless (vocal/baixo)
- Chris Holmes (guitarra)
- Randy Piper (guitarra)
- Steve Riley (bateria)

Músicos adicionais:
- Carlos Cavazo (backing vocals)
- Chuck Wright (backing vocals)

## Certificações
| País                  | Certificação | Data               | Vendas certificadas |
| --------------------- | ------------ | ------------------ | ------------------- |
| Estados Unidos - RIAA | Ouro         | 4 de Junho de 1998 | 500,000             |

## Posições nas paradas musicais
| Parada musical (1985)           | Melhor posição |
| ------------------------------- | -------------- |
| Alemanha (Media Control Charts) | 63             |
| Canadá (RPM Top 100 Albums)     | 86             |
| Estados Unidos (Billboard 200)  | 49             |
| Noruega (VG-lista)              | 14             |
| Reino Unido (UK Albums Chart)   | 48             |
| Suécia (Sverigetopplistan)      | 15             |